# John Harrison
John Harrison (n. 24 martie/3 aprilie 1693, Foulby⁠(d), Wakefield⁠(d), Anglia, Regatul Unit – d. 24 martie 1776, Londra, Regatul Marii Britanii) a fost un dulgher englez autodidact și ceasornicar care a inventat cronometrul marin, un dispozitiv îndelung așteptat, care permite rezolvarea problemei de calcul a longitudinii în timpul aflării pe mare.
Soluția lui Harrison a revoluționat navigația și a crescut cu mult siguranța călătoriilor pe distanțe mari pe mare. Problema pe care a rezolvat-o era considerată atât de importantă în urma dezastrului naval Scilly din 1707, încât Parlamentul britanic a oferit recompense financiare de până la 20.000 de lire sterline (echivalentul a 3,09 milioane de lire sterline în 2020) în temeiul Legii Longitudinii din 1714. În 1730, Harrison a prezentat primul său design și și l-a îmbunătățit timp de mai mulți ani, făcând progrese în tehnologia de măsurare a timpului, apelând în cele din urmă la ceea ce se numește acum ceasul de mare. Harrison a obținut sprijin din partea „Longitude Board” în construirea și testarea desenelor sale. Spre sfârșitul vieții sale, a primit recunoaștere și recompensă din partea Parlamentului.
Harrison a ajuns pe locul 39 în sondajul public al celor mai mari 100 de britanici din 2002, organizat de BBC.